# Galtellì
Galtellì est une commune italienne de la province de Nuoro dans la région Sardaigne.

## Administration
| Période                                  | Période | Identité | Étiquette | Qualité |
| ---------------------------------------- | ------- | -------- | --------- | ------- |
|                                          |         |          |           |         |
| Les données manquantes sont à compléter. |         |          |           |         |

### Communes limitrophes
Dorgali, Irgoli, Loculi, Lula, Onifai, Orosei

### Évolution démographique
Habitants recensés